# ليلى نصير
ليلى نصير (1941 - 15 أغسطس 2023)، فنانة تشكيلية سورية وُلدت في بلدة الحفة شمال اللاذقية. تُعد أحد رواد الفن التشكيلي في سورية.

## حياتها
بدأت الرسم وهي لا تزال في الرابعة عشر من العمر. وحصلت على منحة حكومية للدراسة في مصر، وتخرّجت من كلية الفنون الجميلة في القاهرة عام 1963 بتخصص فن التصوير التشكيلي. أقامت معرضها الأول سنة 1970. وهي تعد جزءًا من الجيل الثاني للفنانين السوريين، الذين درسوا الفن التشكيلي في القاهرة بعد الجيل الأول الذي تلقَّى تعليمه في إيطاليا.
عملت الفنانة الراحلة أستاذةً محاضرةً في كلية العمارة بجامعة تشرين.
في عام 1989، توجت الفنانة ليلى نصير بجائزة الدولة التقديرية للآداب والفنون في دورتها الثالثة، وتعتبر هذه الجائزة تقديرًا للعطاء الفني الشامل الذي قدمته، واعتبارًا لها من الرواد في ميدان الفن التشكيلي السوري.
في 2018، كانت تقطن بناية قديمة في آخر سوق الذهب بمدينة اللاذقية القديمة، وكان وضعها الصحي سيئا.
كتب عنها الشاعر السوري نزيه أبو عفش «تجولت طويلًا بين أعمال عظماء كثيرين، فان غوغ، بيكاسو، فريدا كالو، ماتيس وآخرين كثر. لا في الرقة، ولا في العمق، ولا في الرهافة، ولا الصدق ولا في فداحة الألم وتواضع البوح فيه ....، لم أعثر على من هو (أو هي) أنبل من الفنانة السورية الغائبة أو المغيبة ليلى نصير.. أيها الأصحاب أرجوكم. من يرشدني إلى عنوانها؟ لا أريد لأحدنا (أنا أو هي) مغادرة الحياة قبل أن أعانقها وأقول لها: ليلى نصير العظيمة.. كم أنت جديرة بالحب والتقديس».
قال رئيس "اتحاد الفنانين التشكيليين" عرفان أبو الشامات إن ليلى نصير «كونها من رواد الحركة الفنية السورية ومن واجبنا تكريمها».

## فنها
ربطتها صداقة مع لؤي كيالي، وعمل الاثنان سويا على مواضيع متشابهة كالحياة والموت، وصراعات الإنسان، وقضايا الطبقة الكادحة. ظهر في أعمالها اللاحقة ما يدل على تأثرها بالسنوات التي أمضتها في مصر.
تستخدم نصير خامات مختلفة وتتبنى تقنيات متنوعة، وتشتهر بتقديم النساء في لوحاتها كعاملات في مراحل متقدمة من حمْلهِن، بل وحتى شهيدات. هي واحدة من أبرز وأشهر الفنانين في سوريا، وذلك بفضل مسارها الفني الشامل وإتقانها الماهر لمجموعة متنوعة من الأساليب، بما في ذلك الواقعية، والسريالية، والتعبيرية.

## أبرز الأعمال
- «ثلاث نساء» [9]
- «الجوع» (مواد مختلفة على الخشب - 60×50 سنتم - 2014)[7]

## جوائز وتكريمات
- 1968: براءة تقديرية من وزارة الثقافة.[4]
- 1989 براءة تقديرية من رئاسة مجلس الوزراء.[2]
- 1999: كرمت من «بينالي المحبة الثالث» من قبل الدولة
- حصلت على براءة تقدير من مجلس لبنان الجنوبي.
- في 2021، نظم اتحاد الفنانين التشكيليين معرض تكريمي في صالة الشعب بالعاصمة السورية، وشارك فيه 25 فنانًا تشكيليًا سوريًا من خلال تقديم لوحاتهم الفنية. هذه اللوحات كانت بمثابة تكريم للفنانة ليلى نصير تقديرًا لمسيرتها الفنية وإسهاماتها الكبيرة في مجال الفن التشكيلي السوري عبر رحلة طويلة ومليئة بالإبداع، عرض الفنانون المشاركون في المعرض 25 لوحة، وأضيفت 8 لوحات أخرى تخص الفنانة ليلى نصير نفسها.[10]

## وفاة
توفيت في 15 أغسطس 2023، عن عمر ناهز 82 عاماً.